# Wrld on Drugs
Wrld on Drugs (formalmente Future & Juice WRLD Present... WRLD ON DRUGS) è un mixtape collaborativo tra i rapper statunitensi Future e Juice Wrld, pubblicato il 19 ottobre 2018 dalle etichette discografiche Epic Records, Freebandz, Grade A ed Interscope Records. Il mixtape presenta inoltre le collaborazioni di Lil Wayne, Young Thug, Nicki Minaj, Gunna, Yung Bans e Young Scooter.

## Tracce
Crediti adattati da Tidal. 

Testi di Nayvadius Wilburn e Jarad Higgins, eccetto dove indicato.
1. Jet Lag (feat. Young Scooter) – 4:31 (testo: Wilburn, Higgins, Kenneth Bailey – musica: Andrew Watt, Louis Bell)
2. Astronauts – 2:49 (musica: Wheezy, Bobby Raps)
3. Fine China – 2:21 (musica: Wheezy, Psymun, SinGrinch)
4. Red Bentley (feat. Young Thug) – 3:27 (testo: Wilburn, Higgins, Jeffery Williams – musica: Murda Beatz)
5. Make It Black (Juice Wrld) – 1:42 (musica: Wheezy, Cvre, Frank Dukes)
6. Oxy (Future feat. Lil Wayne) – 3:00 (testo: Wilbur, Dwayne Carter, Jr. – musica: Richie Souf)
7. 7 Am Freestyle – 3:12 (musica: Wheezy)
8. Different (feat. Yung Bans) – 2:31 (testo: Wilburn, Higgins, Vas Coleman – musica: Wheezy, Cubeatz)
9. Shorty – 2:01 (musica: Wheezy, Keyyz, Outtatown)
10. Realer n Realer – 2:50 (musica: Wheezy, Frankie Bash)
11. No Issues – 3:04 (musica: Wheezy)
12. Wrld on Drugs – 3:37 (musica: Oogie Mane, Don Cannon, B Hunna)
13. Afterlife (Future) – 3:34 (musica: Wheezy, DY)
14. Ain't Livin Right (feat. Gunna) – 3:50 (testo: Wilburn, Higgins, Sergio Kitchens – musica: Trell Got Wings, Nikko Bunkin)
15. Transformer (Future feat. Nicki Minaj) – 3:16 (testo: Wilburn, Onika Maraj – musica: ATL Jacob)
16. Hard Works Pays Off – 3:44 (musica: Andrew Watt, Happy Perez, Louis Bell)

## Formazione
Crediti adattati da Tidal.
- Șerban Ghenea – missaggio (tracce 1, 16)
- Alex Tumay – missaggio (tracce 2–15)
- Joe LaPorta – mastering
- John Hanes – assistente all'ingegneria (tracce 1, 16)

## Successo commerciale
Wrld on Drugs ha debuttato alla posizione numero 2 della Billboard 200, dietro soltanto a A Star Is Born di Lady Gaga e Bradley Cooper, vendendo 98.000 unità equivalenti ad album, di cui 8.000 in copia fisica, diventando così il decimo album di Future a raggiungere la top 10 statunitense, mentre per Juice Wrld il secondo. Nella sua seconda settimana dalla pubblicazione è invece sceso all'ottava posizione, vendendo altre 45.000 unità.

## Classifiche
| Classifica (2018)         | Posizione massima |
| ------------------------- | ----------------- |
| Australia                 | 28                |
| Austria                   | 44                |
| Belgio (Fiandre)          | 34                |
| Belgio (Vallonia)         | 133               |
| Canada                    | 5                 |
| Danimarca                 | 18                |
| Finlandia                 | 36                |
| Francia                   | 85                |
| Germania                  | 87                |
| Irlanda                   | 24                |
| Italia                    | 86                |
| Norvegia                  | 11                |
| Nuova Zelanda             | 28                |
| Paesi Bassi               | 12                |
| Regno Unito               | 23                |
| Stati Uniti               | 2                 |
| Stati Uniti (R&B/hip-hop) | 1                 |
| Svezia                    | 17                |
| Svizzera                  | 54                |